# Lazarus Group
Lazarus Group — це кіберзлочинна група, що складається з невідомої кількості осіб. Хоча про групу Lazarus відомо не багато, дослідники приписували їй багато кібератак за останнє десятиліття. За даними США, група працює на уряд Північної Кореї. ФБР вважає Lazarus Group «державною хакерською організацією».

## Діяльність

### 2009 Операція Троя
Перший великий хакерський інцидент Lazarus Group стався 4 липня 2009 року і став початком операції «Троя». Ця атака використовувала шкідливе програмне забезпечення Mydoom і Dozer для запуску масштабної, але досить нескладної DDoS-атаки на американські та південнокорейські веб-сайти. Залп атак вразив близько трьох десятків веб-сайтів і розмістив у головному завантажувальному записі (MBR) текст «Пам'ять про День Незалежності».

### Кінець 2014 року: Порушення Sony
Кульмінація атак Lazarus Group настала 24 листопада 2014 року. Того дня на Reddit з'явилося повідомлення про те, що Sony Pictures було зламано невідомими засобами; зловмисники назвали себе «Вартовими миру». Велика кількість даних була викрадена і повільно витікала протягом наступних днів після атаки. В інтерв'ю з людиною, яка стверджувала, що є частиною цієї групи, було сказано, що вони викачували дані Sony понад рік.
Хакери отримали доступ до раніше не випущених фільмів, сценаріїв до певних фільмів, планів щодо майбутніх фільмів, інформації про зарплати керівників компанії, електронних листів та особистої інформації близько 4 000 співробітників.

### Розслідування на початку 2016 року: операція «Блокбастер».
Під назвою ″Operation Blockbuster″ коаліція охоронних компаній на чолі з Новеттою змогла проаналізувати зразки зловмисного програмного забезпечення, виявлені в різних інцидентах кібербезпеки. Використовуючи ці дані, команда змогла проаналізувати методи, використовувані хакерами. Вони пов'язали Lazarus Group з низкою атак через схему повторного використання коду.

### 2016 Пограбування банку Бангладеш
Кіберпограбування банку Бангладеш — це крадіжка, яка сталася в лютому 2016 року. Хакери безпеки видали через мережу SWIFT 35 шахрайських інструкцій щодо незаконного переказу близько 1 мільярда доларів США з рахунку Федерального резервного банку Нью-Йорка, який належить банку Бангладеш. , центральний банк Бангладеш. П'ять із тридцяти п'яти шахрайських інструкцій були успішними для переказу 101 мільйона доларів США, причому 20 мільйонів доларів США було відстежено на Шрі-Ланці, а 81 мільйон доларів — на Філіппінах. Федеральний резервний банк Нью-Йорка заблокував решту тридцяти транзакцій на суму 850 мільйонів доларів США через підозри, викликані орфографічною інструкцією. Експерти з кібербезпеки стверджують, що за атакою стоїть північнокорейська Lazarus Group.